# Schinus molle
Schinus molle là một loài thực vật có hoa trong họ Đào lộn hột. Loài này được L. miêu tả khoa học đầu tiên năm 1753.

## Hình ảnh

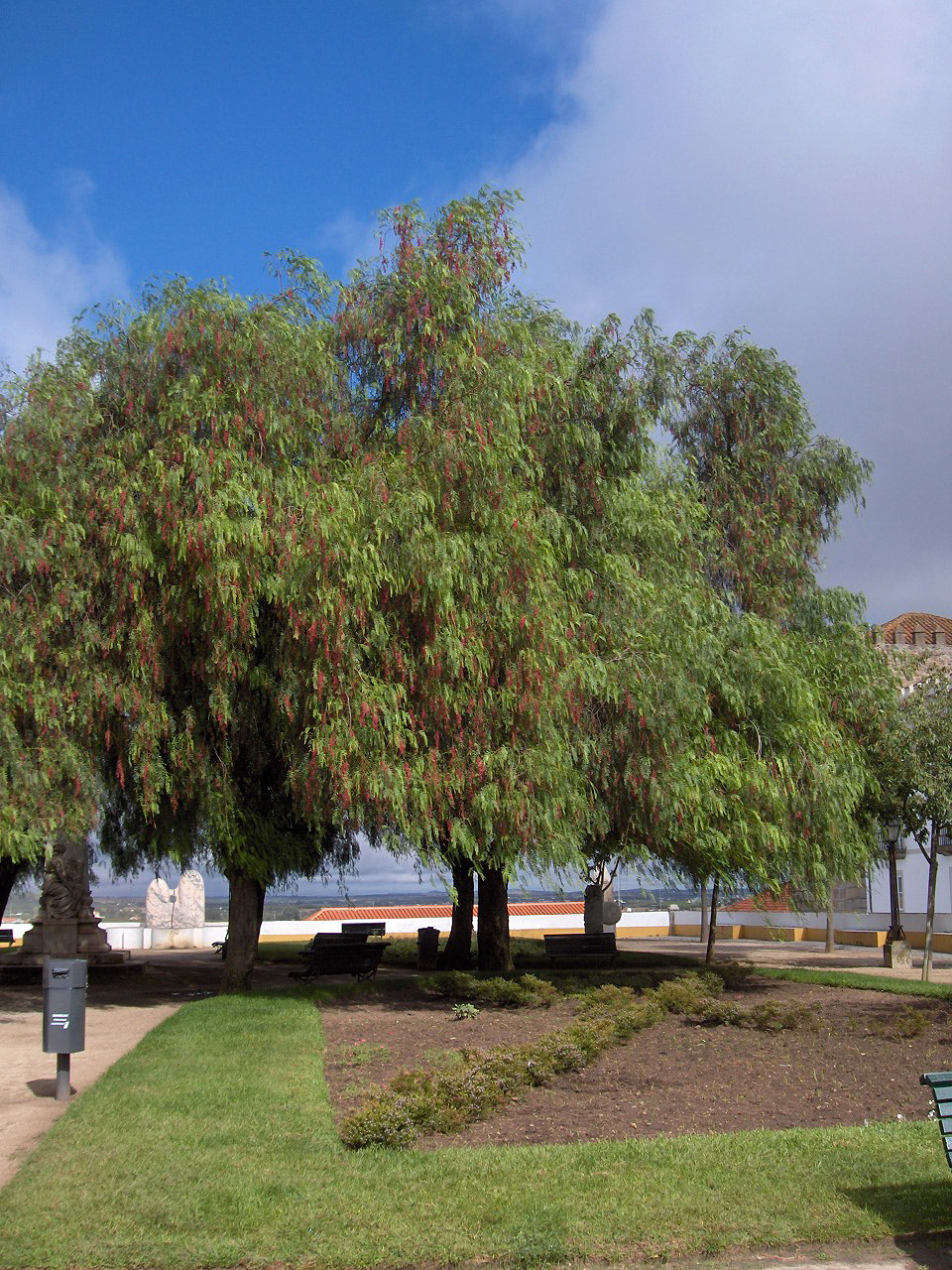
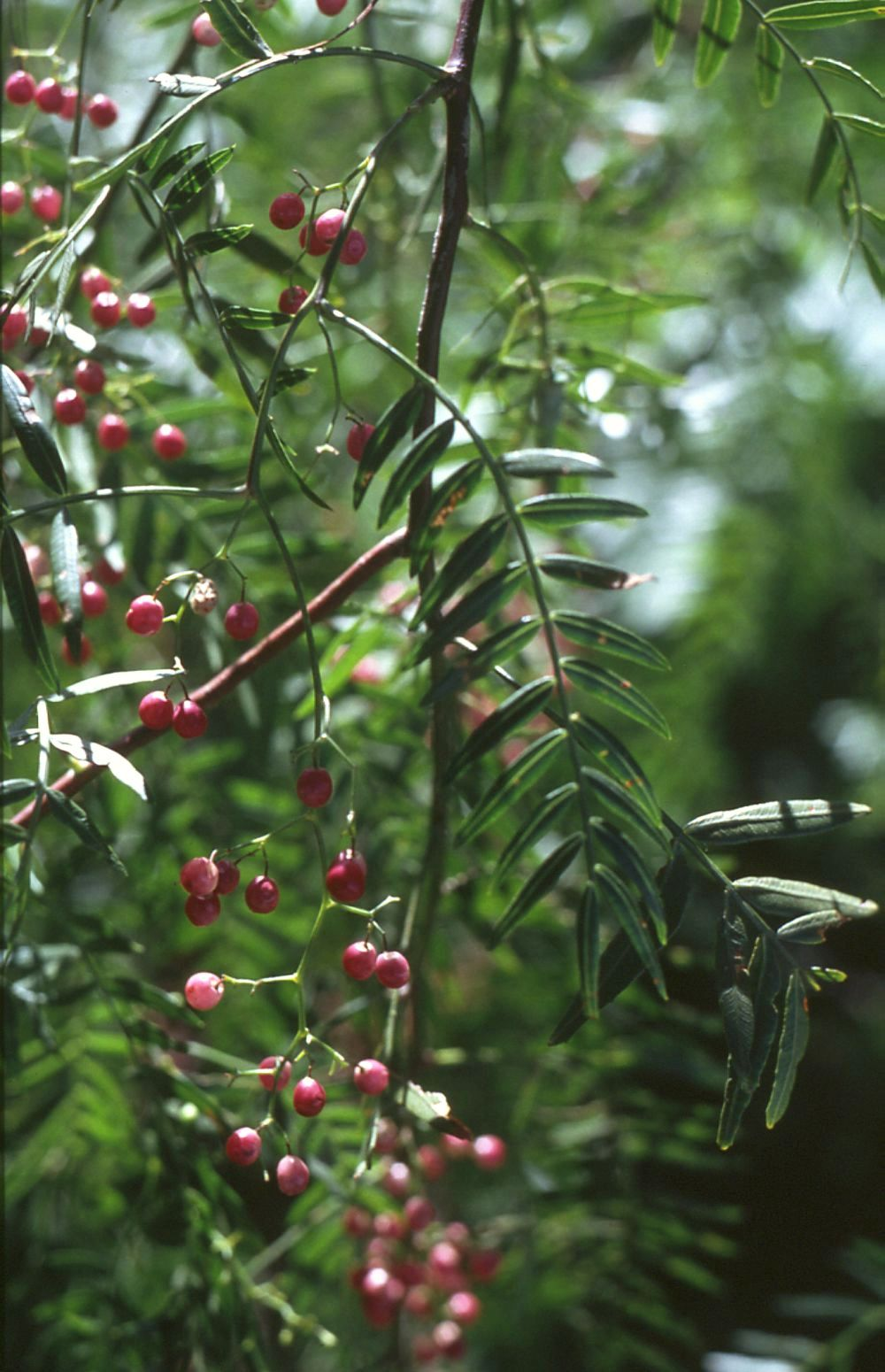
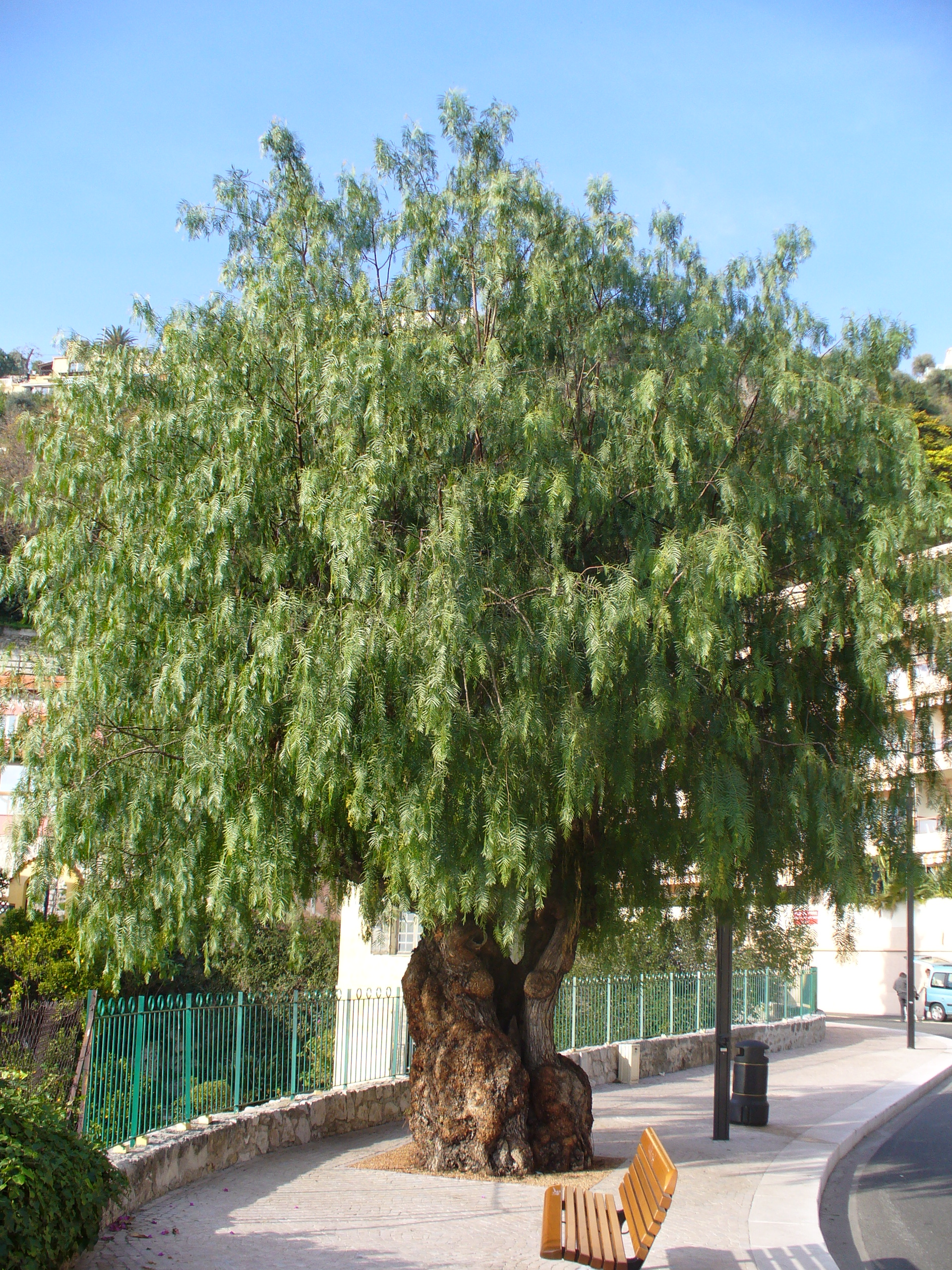
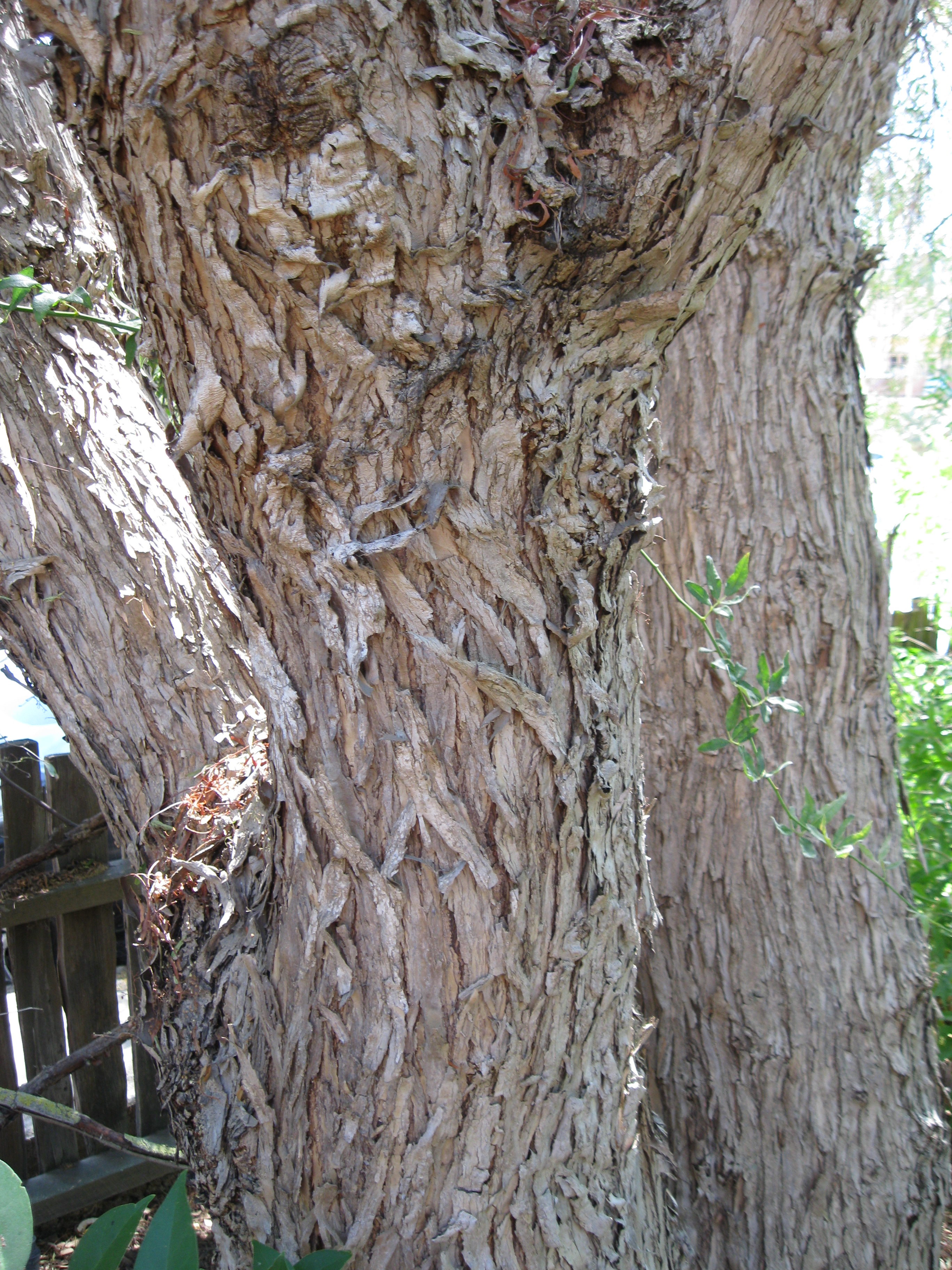